# Faradayev paradoks
Faradayev paradoks je pojav, ko nekateri poskusi s homopolarnim generatorjem dajo rezultate, ki so v nasprotju s Faradayevim zakonom magnetne indukcije Ui = -dΦ/dt. Po tem zakonu se ne bi smela pojaviti inducirana napetost v nobenem od navedenih poskusov, vendar se, paradoksalno, vseeno pojavi.
To nakazuje, da Faradayev zakon očitno ni splošno uporaben in vprašanje je, ali je to sploh zakon s fizikalnim ozadjem.

## Naprava
Naprava je sestavljena iz trajnega magneta na samostojni osi, prevodnega diska prav tako na samostojni osi in mirujočega galvanometra z žico z drsnikoma na konceh. Osi magneta in diska sovpadata in magnetno polje cilindričnega magneta je osno simetrično. Tokokrog sestoji iz prevodnega diska in mirujočega galvanometra z žicama, ki sta z drsnikoma priključeni na eni strani na os, na drugi pa na rob diska.

## Poskusi
1. V prvem poskusu, ko se vrti samo prevoden disk, galvanometer pokaže inducirano napetost
2. V drugem poskusu, ko se vrti samo magnet, galvanometer ne pokaže inducirane napetosti.
3. V tretjem poskusu, ko se vrtita magnet in disk skupaj, galvanometer zopet pokaže inducirano napetost.

Izid prvega in tretjega poskusa  je v nasprotju  z  Faradayevim zakonom, saj se nikjer na disku ne pojavi časovna sprememba magnetnega pretoka. Napoved rezultata z uporabo Faradayevega zakona indukcije je zato napačna, saj po tem zakonu ne bi ne bi smelo biti indukcije v nobenem primeru, vendar pa prvi in tretji poskus dokazujeta, da se ta vseeno pojavi.

## Razlaga poskusov
Obstaja več teorij, ki vsaka po svoje razlaga, zakaj in kje se pojavi indukcija, in spor okoli tega traja še danes. Vendar, če sprejmemo, da izraz za Lorentzevo silo na naboj velja in relativnostno teorija tudi, je indukcija posledica relativne hitrosti med samim magnetom in prevodnikom.
1. V prvem poskusu obstaja relativna hitrost med magnetom in diskom in indukcija se pojavi.
2. V drugem poskusu obstaja relativna hitrost med vrtečim magnetom in mirujočim diskom, vendar pa tudi med vrtečim magnetom in mirujočo zanko galvanometra. Inducirana napetost se pojavi tako v mirujočem disku kot v mirujoči veji galvanometra. Ker sta obe, tako v disku kot v zanki nasprotno enaki, se izničita. Čeprav indukcija v obeh posameznih delih prevodne zanke obstaja, je galvanometer ne zazna.
3. V zadnjem primeru spet izmerimo inducirano napetost, vendar ta ne izvira iz diska, ker ni relativne hitrosti med magnetom in diskom. Je pa med magnetom in mirujočo zanko galvanometra, zato ta pokaže odklon.